# Asilus tangeri
Asilus tangeri är en tvåvingeart som beskrevs av Walker 1855. Asilus tangeri ingår i släktet Asilus och familjen rovflugor.
Artens utbredningsområde är Algeriet. Inga underarter finns listade i Catalogue of Life.